# Shin’ichirō Takahashi
Shin’ichirō Takahashi (jap. 高橋 真一郎, Takahashi Shin'ichirō; * 27. Oktober 1957 in der Präfektur Hiroshima) ist ein ehemaliger japanischer Fußballspieler und -trainer.

## Karriere
Takahashi erlernte das Fußballspielen in der Schulmannschaft der Matsunaga High School und der Universitätsmannschaft der Wirtschaftsuniversität Osaka. Seinen ersten Vertrag unterschrieb er 1980 bei Toyo Industries (Mazda). Der Verein spielte in der höchsten Liga des Landes, der Japan Soccer League. 1987 erreichte er das Finale des Kaiserpokals. Mit Gründung der Profiliga J.League 1992 und der damit verbundenen Neuorganisation des japanischen Fußballs wurde Mazda zu Sanfrecce Hiroshima. Für den Verein absolvierte er 90 Erstligaspiele. Ende 1993 beendete er seine Karriere als Fußballspieler.

## Erfolge
Mazda
- Kaiserpokal

Finalist: 1987